# Primates
I Primati (sing. primate) (Primates Linnaeus 1758; dal latino "migliori") sono un ordine di mammiferi placentati i cui rappresentanti più diffusi sono i tarsi, i lemuri e le scimmie, tra cui l'essere umano moderno.
Escludendo l'Homo sapiens, che è una specie cosmopolita, oggi sono diffusi in America meridionale e centrale, Africa, Europa (Gibilterra) e Asia.

## Descrizione

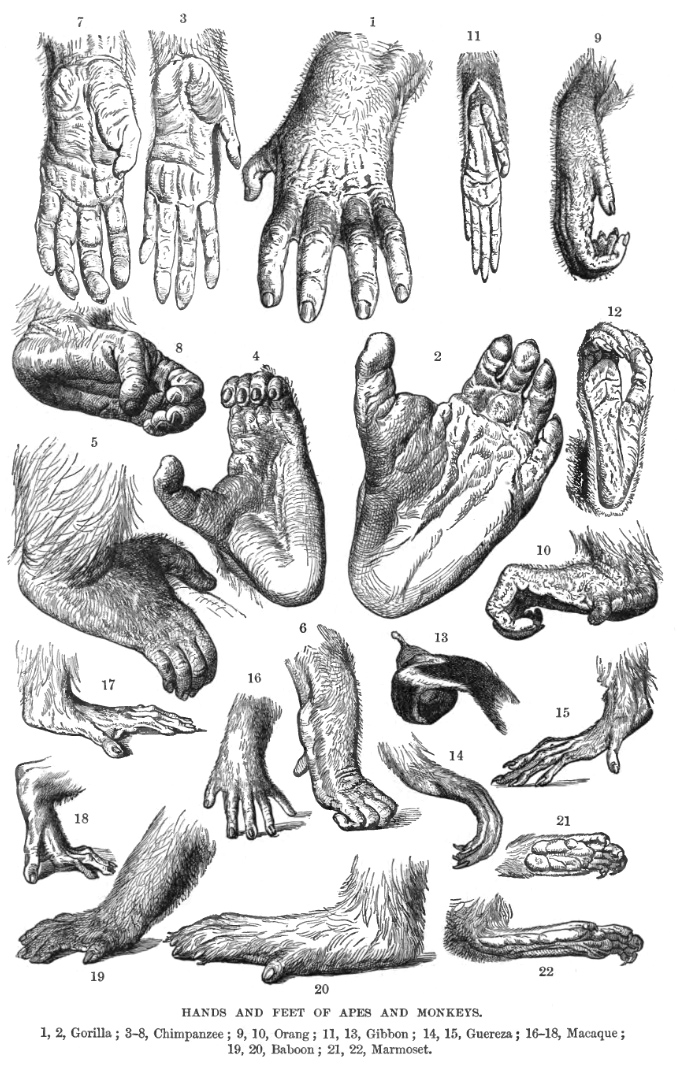

Tutti i primati, dall'uistitì pigmeo al gorilla, hanno in comune le seguenti caratteristiche:
- 5 dita su ogni zampa, con un pollice opponibile e corte unghie per una presa salda su rami e cibo.
- una dentatura non specializzata, caratteristica di dieta onnivora prevalentemente erbivora.
- visione a colori e binoculare, con gli occhi cioè rivolti in avanti, visualizzando bene le distanze in maniera tridimensionale.

Le specie del Vecchio Mondo tendono spesso a presentare dimorfismo sessuale, consistente di solito nelle maggiori dimensioni dei maschi. Questo dimorfismo potrebbe dipendere dal fatto che le scimmie del vecchio mondo tendono a costruirsi harem o a non formare coppie fisse, perciò solo i maschi più grossi e forti riescono a prevalere nella competizione sessuale. Infatti, nelle specie del Nuovo Mondo, che formano coppie stabili, il dimorfismo sessuale è ridotto o assente.

## Sistematica
Linneo, nel suo Systema Naturae, classificò 4 generi nell'ordine dei Primates:
- Homo - l'uomo
- Simia - le scimmie
- Lemur - le proscimmie
- Vespertilio - i pipistrelli

Geneticamente, i primati sembrano essere imparentati coi lemuri volanti e con le tupaie (che un tempo erano classificate come primati), coi quali costituiscono il clade degli Euarchonta.
Questo clade si somma al clade dei Glires, che comprende roditori e lagomorfi, a formare il superordine degli Euarchontoglires.
Alcuni studiosi sono propensi a considerare i lemuri volanti come sottordine dei primati e retrocedere quelli attualmente classificati come primati al sottordine di nuova istituzione degli Euprimates.

### Classificazione tradizionale
In passato la classificazione dei Primates contemplava la suddivisione in due sottordini: Prosimiae (o Prosimii) e Anthropoidea . Attualmente questa suddivisione non è più accettata.
- Sottordine Prosimiae o Prosimii (Proscimmie o lemuroidei)
  - Infraordine Lemuriformes (Lemuriformi)
    - Superfamiglia Lemuroidea
      - Famiglia Lemuridae (Lemuri o lemuridi)
      - Famiglia Daubentoniidae (Daubentonidi)
      - Famiglia Indriidae (Indridi)
      - Famiglia Tupaiidae (Tupaidi o tupaie)

  - Infraordine Lorisiformes (Lorisiformi)
    - Superfamiglia Lorisoidea
      - Famiglia Lorisidae (Lorisidi)
      - Famiglia Galagidae (Galagidi)

  - Infraordine Tarsiiformes (Tarsiformi)
    - Superfamiglia Tarsioidea
      - Famiglia Tarsiidae (Tarsidi)
- Sottordine Anthropoidea (Antropoidei)
  - Infraordine Platyrrhini o Scimmie del Nuovo mondo
    - Superfamiglia Ceboidea (Ceboidei)
      - Famiglia Cebidae (Cebidi)
      - Famiglia Callithricidae (Callitricidi)

  - Infraordine Catarrhini o Scimmie del Vecchio mondo
    - Superfamiglia Cercopithecoidea (Cercopitecoidei) 
      - Famiglia Cercopithecidae (Cercopitecidi)
      - Famiglia Colobidae (Colobidi)

    - Superfamiglia Hominoidea (Ominoidei)
      - Famiglia Hylobatidae (Ilobatidi)
      - Famiglia Pongidae (Pongidi)
      - Famiglia Hominidae (Ominidi e uomini)

### Classificazione aggiornata

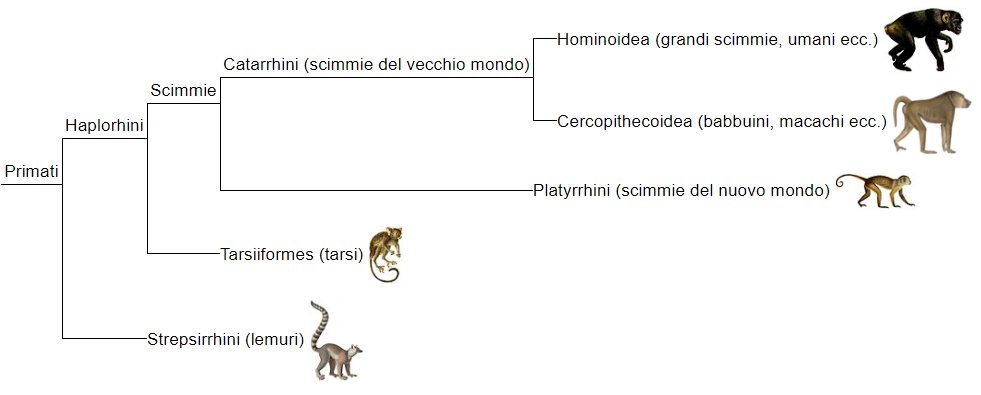
Albero filogenetico dei primati odierni

La moderna classificazione, basata sulla cladistica e quindi più aderente alla realtà evolutiva, suddivide l'ordine dei Primati in due sottordini: Strepsirrhini e Haplorrhini.
- Ordine Primates
  - Sottordine Strepsirrhini
    - Infraordine Lemuriformes (lemuri) 
      - Superfamiglia Cheirogaleoidea
        - Famiglia Cheirogaleidae (30 specie)

      - Superfamiglia Lemuroidea
        - Famiglia Lemuridae (19 specie)
        - Famiglia Lepilemuridae (22 specie)
        - Famiglia Indriidae (14 specie)

    - Infraordine Chiromyiformes (aye aye) 
      - Famiglia Daubentoniidae (1 specie)

    - Infraordine  Lorisiformes (Lori)
      - Superfamiglia Lorisoidea
        - Famiglia Lorisidae (9 specie)
        - Famiglia Galagidae (19 specie)

  - Sottordine Haplorrhini
    - Infraordine  Tarsiiformes (Tarsi)
      - Superfamiglia Tarsioidea
        - Famiglia Tarsiidae (8 specie)

    - Infraordine Simiiformes (scimmie) 
      - Parvordine Platyrrhini o Scimmie del Nuovo mondo
        - Superfamiglia Ceboidea
          - Famiglia Cebidae (56 specie)
          - Famiglia Aotidae (7 specie)
          - Famiglia Pitheciidae (41 specie)
          - Famiglia Atelidae (24 specie)

      - Parvordine Catarrhini o Scimmie del Vecchio mondo
        - Superfamiglia Cercopithecoidea
          - Famiglia Cercopithecidae (135 specie)
            - Sottofamiglia Cercopithecinae
            - Sottofamiglia Colobinae

        - Superfamiglia Hominoidea
          - Famiglia Hylobatidae (13 specie)
          - Famiglia Hominidae (7 specie)
            - Sottofamiglia Ponginae
            - Sottofamiglia Homininae